# Minuskel 131
Minuskel 131 (in der Nummerierung nach Gregory-Aland, δ 467 von Soden) ist eine griechische Minuskelhandschrift des neuen Testaments auf Pergamentblättern. Mittels Paläographie wurde es auf das 15. Jahrhundert datiert.

## Beschreibung
Der Kodex enthält das vollständige Neue Testament außer Offenbarung des Johannes auf 233 Pergamentblättern (23,5 × 17,5 cm). Die Seiten sind in zwei Spalten mit 37 Zeilen beschrieben. Der Brief an die Hebräer ist vor 1. Timotheus eingeordnet.
Das Manuskript enthält Epistula ad Carpianum, Kephalaia, Synaxaria, Ammonianische Abschnitte (Markus 234), (aber nicht den Eusebischen Kanon), und Menologion. Es sind viele Fehler aufgrund des Iotazismus enthalten sowie viele bemerkenswerte Variationen.
In den Evangelien repräsentiert der griechische Text den Cäsareanischen Texttyp.

## Geschichte
Das Manuskript wurde Papst Sixtus V. (1585–1590) übergeben.
Es befindet sich zurzeit in der Biblioteca Apostolica Vaticana als Codex Vaticanus Graecus 360.